# Kod sterujący
Kod sterujący, znak sterujący (ang. control code, control character) – kod, który w danym kodowaniu znaków nie przenosi informacji o samym znaku, ale służy do sterowania urządzeniem przetwarzającym dane, np. drukarką, terminalem czy modemem.
Jeśli urządzenie, do którego został wysłany znak, rozpozna kod sterujący (lub sekwencję takich kodów), wykonuje odpowiadające mu działanie. Działanie to zależy od urządzenia, do którego kod zostanie wysłany, np. kodowi 10 (LF), szesnastkowo 0x0A, odpowiada polecenie przejścia do nowej linii w przypadku ekranu, a w przypadku drukarki – wysunięcie papieru o jeden wiersz.
W systemie kodowania ASCII kody sterujące to pierwsze 32 kody, czyli znaki o numerach od 0 do 31 (szesnastkowo 0x00–0x1F), i kod 127 (szesnastkowo 0x7F) o nazwie DEL. Większość pozostałych systemów kodowania jest zgodna wstecz z ASCII (np. CP852, CP1250, ISO-8859, Unicode), więc kody sterujące w tych systemach zwykle mają identyczne wartości.
| Kody sterujące w ASCII | Kody sterujące w ASCII | Kody sterujące w ASCII | Kody sterujące w ASCII | Kody sterujące w ASCII | Kody sterujące w ASCII | Kody sterujące w ASCII | Kody sterujące w ASCII | Kody sterujące w ASCII | Kody sterujące w ASCII | Kody sterujące w ASCII | Kody sterujące w ASCII | Kody sterujące w ASCII | Kody sterujące w ASCII | Kody sterujące w ASCII | Kody sterujące w ASCII | Kody sterujące w ASCII |
|                        | x0                     | x1                     | x2                     | x3                     | x4                     | x5                     | x6                     | x7                     | x8                     | x9                     | xA                     | xB                     | xC                     | xD                     | xE                     | xF                     |
| ---------------------- | ---------------------- | ---------------------- | ---------------------- | ---------------------- | ---------------------- | ---------------------- | ---------------------- | ---------------------- | ---------------------- | ---------------------- | ---------------------- | ---------------------- | ---------------------- | ---------------------- | ---------------------- | ---------------------- |
| 0x                     | NUL                    | SOH                    | STX                    | ETX                    | EOT                    | ENQ                    | ACK                    | BEL                    | BS                     | HT                     | LF                     | VT                     | FF                     | CR                     | SO                     | SI                     |
| 1x                     | DLE                    | DC1                    | DC2                    | DC3                    | DC4                    | NAK                    | SYN                    | ETB                    | CAN                    | EM                     | SUB                    | ESC                    | FS                     | GS                     | RS                     | US                     |
| 7x                     |                        |                        |                        |                        |                        |                        |                        |                        |                        |                        |                        |                        |                        |                        |                        | DEL                    |